# Peypin-d’Aigues
Peypin-d’Aigues ist eine französische Gemeinde mit 663 Einwohnern (Stand 1. Januar 2022) im Département Vaucluse in der Region Provence-Alpes-Côte d’Azur. Sie gehört zum Arrondissement Apt und ist Mitglied im Gemeindeverband Communauté Territoriale Sud-Luberon. Die Bewohner werden Peypiniens und Peypiniennes genannt.

## Geographie
Peypin-d’Aigues liegt in der Provence im Südosten des Départements Vaucluse an der Grenze zum benachbarten Département Alpes-de-Haute-Provence etwa 17 Kilometer südöstlich von Apt und etwa 30 Kilometer nordnordöstlich von Aix-en-Provence.
Die Höhe der Gemeinde reicht von 349 m im Talgebiet auf bis zu 1040 m im Gebirge des Grand Luberon hinauf. Die Mairie befindet sich auf einer Höhe von 400 m. Die Gemeinde gehört zum Luberon-Regionalpark. Der westlich am Dorf vorbeifließende Bach Ruisseau des Hermitans hat eine Länge von 6,4 Kilometer und mündet bei Grambois in die Èze.
Umgeben wird Peypin-d’Aigues von den sechs Nachbargemeinden:
| Saint-Martin-de-Castillon  | Céreste (Alpes-de-Haute-Provence)           |                      |
| La Motte-d’Aigues          | Kompassrose, die auf Nachbargemeinden zeigt | Vitrolles-en-Lubéron |
| Saint-Martin-de-la-Brasque | Grambois                                    |                      |

## Verkehr
Die auf west-östlicher Achse durch den Ortskern verlaufende Route départementale D42 verbindet die Gemeinden La Motte-d’Aigues und La Bastide-des-Jourdans. Von dieser zweigt die D122 ab und führt in südlicher Richtung nach Grambois.

## Geschichte
Das Dorf wurde 1506 gemeinsam mit dem von Saint-Martin-de-la-Brasque durch eine Siedlungsurkunde zwischen dem Baron de la Tour-d’Aigues und 14 Siedlern, teilweise aus den Alpen, gegründet. Es entwickelte sich langsam, bedingt durch den Feldzug von 1545 gegen die Waldenser des Luberon und nach 1661 durch die Verfolgungen gegen die Protestanten. Eine Stagnation erfolgte in der ersten Hälfte des 19. Jahrhunderts, hervorgerufen durch erhebliche Landflucht.

## Bevölkerungsentwicklung
| Jahr      | 1962 | 1968 | 1975 | 1982 | 1990 | 1999 | 2006 | 2013 | 2020 |
| --------- | ---- | ---- | ---- | ---- | ---- | ---- | ---- | ---- | ---- |
| Einwohner | 211  | 206  | 221  | 310  | 385  | 473  | 576  | 627  | 673  |

## Sehenswürdigkeiten
- Bronzezeitliche Überreste im Weiler Roux
- Römische Gräber im Viertel Notre-Dame
- Schlossruine mit Kapelle aus dem 12. Jahrhundert
- Brunnen
- Eckiger Taubenschlag
- Katholische Pfarrkirche Saint-Jérôme, gebaut zwischen 1626 und 1633
- Protestantische Kirche (Mitte 19. Jahrhundert)